# Storm Warning
Storm Warning (Verleihtitel: Storm Warning – Überleben kann tödlich sein) ist ein australischer Horrorfilm von Jamie Blanks aus dem Jahr 2007. Die „Uncut Edition“ des Films wurde 2008 in Deutschland bundesweit beschlagnahmt.

## Handlung
Der Anwalt Rob und seine französische Frau Pia sind zum Angeln mit dem Boot in der Nähe von French Island unterwegs. Als ein Sturm aufzieht, versuchen sie zurück an Land zu gelangen, haben sich aber hoffnungslos verfahren. An Land suchen sie Unterschlupf in einem verlassenen Haus, das jedoch auch als Marihuanaplantage dient. Kurz darauf kommen die beiden Brüder Jimmy und Brett sowie ihr Vater Poppy zurück. Jimmy und Brett machen sich einen Spaß daraus, das Ehepaar zu quälen und zu demütigen. Als Pia und Rob fliehen wollen, werden sie von den beiden geschnappt und in einer Scheune gefangen gehalten. Rob wird zusätzlich das Bein gebrochen. Als dann ihr Vater aufwacht, ist dem Ehepaar klar, dass sie die Nacht nicht überleben werden.
Pia übernimmt nun die Initiative. Es gelingt ihr, mit Hilfe zweier Fallen die Mitglieder der Familie zu töten. Schließlich können sie und Rob fliehen.

## Hintergrund
Drehbuchautor Everett De Roche, der bereits für die thematisch ähnlichen Drehbücher zu Long Weekend und Razorback – Kampfkoloß der Hölle verantwortlich zeichnete, schrieb das Drehbuch schon vor 30 Jahren. Es war insbesondere vom Film Wer Gewalt sät von Sam Peckinpah beeinflusst. Der australische Regisseur Jamie Blanks (Düstere Legenden) verfilmte das Skript dann 2007, wobei er jedoch einige Szenen wegließ, die ihm zu langweilig erschienen, und einige Szenen blutiger als in der Vorlage umsetzte.
Der Film wurde innerhalb von 24 Tagen in Melbourne gedreht und hatte ein Budget von vier Millionen australischen Dollar. Der im Film zu sehende Regen wurde erst in der Postproduktion in den Film eingefügt, weil zum Zeitpunkt der Dreharbeiten in Australien kein Regen fiel.

## Veröffentlichung in Deutschland
Storm Warning erlebte seine Kinopremiere am 19. August 2007 auf dem Fantasy Filmfest, wo der noch nicht ganz fertige Film gezeigt wurde. Eine DVD-Veröffentlichung der „Uncut-Edition“, die auf der US-amerikanischen R-Rated-Fassung beruht, folgte am 8. Februar 2008. Diese ist gegenüber der ungekürzten Originalfassung um wenige Gewaltspitzen gekürzt.
Trotz der gegenüber der Originalfassung erfolgten geringfügigen Kürzungen wurde die deutsche DVD am 31. Juli 2008 von der Bundesprüfstelle für jugendgefährdende Medien indiziert und am 10. Dezember 2008 vom Amtsgericht München wegen Gewaltdarstellung bundesweit beschlagnahmt (Az. 855 Gs 596/08). Die DVD unterliegt somit einem Verbreitungsverbot und darf in Deutschland nicht mehr verkauft werden. Zur Begründung führte der Richter an, dass der Film aus „einer Aneinanderreihung lang ausgespielter, sadistischer Handlungsweisen besteht“.
Eine um weitere rund fünf Minuten gekürzte Version wurde ebenfalls auf DVD veröffentlicht; sie erhielt von der FSK eine Altersfreigabe ab 18 Jahren.

## Rezeption
Der Film wurde von der Kritik unterschiedlich bewertet. Bemängelt wurde vor allem, dass der Backwoods-Horrorfilm gerade zu einer Zeit gedreht wurde, wo thematisch ähnliche Filme mit ebenso expliziten Gewaltszenen, wie Wrong Turn und  Hostel erschienen waren, so dass der Film wenig Neues bieten würde. Das Lexikon des internationalen Films nannte den Film daher einen „überaus harte[n] Horrorthriller, der die üblichen Versatzstücke des Genres mit ausgefallenen Mordwerkzeugen arrangiert.“

„Ein Paar auf der Flucht vor Verbrecher ist ein bekanntes Szenario im Horror-Genre. Daraus macht Regisseur Jamie Blankss immerhin das Beste. Er schafft eine Spannungsspirale, die bis auf kleinere Aussetzer wunderbar funktioniert. Das Katz-Maus-Spiel zwischen Tätern und Opfer ist bis ins Detail durchdacht. Durch die wechselnden Machtverhältnisse wirkt es nicht langweilig. Während Robert Taylor in seiner Darstellung nicht überzeugt, bewältigt Nadia Fares die Herausforderung ihrer Rolle sehr gut. Einige Einfälle erinnern an Quentin Tarantinos Gewaltorgien.“